# Prawo wyłączonego środka
Prawo wyłączonego środka (łac. tertium non datur, dosł. trzecie nie będzie dane, trzeciej możliwości nie ma) – jedno z podstawowych praw klasycznego rachunku zdań.
Prawo to mówi, że dla dowolnego zdania logicznego {\displaystyle p} albo ono samo jest prawdziwe, albo prawdziwe jest jego zaprzeczenie. Symbolicznie:
{\displaystyle p{\underline {\lor }}\neg p}
Jednakże interpretacja ta jest poprawna jedynie w logice dwuwartościowej – czyli takiej, w której przyjmuje się, że każde zdanie jest albo prawdziwe, albo fałszywe – i na gruncie takiej logiki jest ono powyższej zasadzie równoważne.
Właściwsze jest następujące odczytanie prawa wyłączonego środka:
dla dowolnego zdania {\displaystyle p} prawdą jest, że {\displaystyle p} albo {\displaystyle \neg p.}
Tak odczytane prawo wyłączonego środka obowiązuje również w wielu logikach wielowartościowych, mimo że żadne ze zdań {\displaystyle p} i {\displaystyle \neg p} nie musi być prawdziwe.
Niektóre logiki, na przykład logika intuicjonistyczna, nie akceptują prawa wyłączonego środka jako znajdującego zastosowanie do wszystkich form twierdzeń. Na przykład twierdzenia o istnieniu obiektu zdaniem intuicjonistów wymagają nie tylko wykazania sprzeczności wynikającej z jego nieistnienia, ale także jego jawnej konstrukcji.